# Ciceronius morbillosus
Ciceronius morbillosus là một loài bọ cánh cứng trong họ Passalidae. Loài này được Klug miêu tả khoa học năm 1832.